# Vastese
El Vastés (Vastés: Lu Uâʃtaréule o Lu indialett di lu Uašt, que significa "el dialecto de Vasto") es un dialecto abruzo del idioma napolitano hablado en la ciudad de Vasto. Se considera un idioma diferenciado del italiano en base a la ininteligibilidad mutua entre él y el italiano. Es una habla vernacular.

## Historia
El endónimo, el nombre que usan sus hablantes para el idioma, es Lu Uâʃtaréule. Se sabe que este término se originó en el siglo VI.

## Demografía
Hoy en día, el vastese se habla monolingüemente solo por los residentes de Vasto en sus 80 y 90 años, bilingüemente por muchos residentes en sus 70 y muchos residentes de mediana edad son hablantes pasivos, mientras que la mayoría de los residentes más jóvenes no tienen comprensión.
El Vasto Club en Australia es un club organizado para inmigrantes a Australia desde Vasto.

## Fonología
El vastese tiene vocales que no existen en italiano, como la vocal abierta anterior no redondeada /æ/ o la vocal abierta posterior redondeada /ɒ/ que aparece en el comienzo de la palabra uâʃtə. También usa la vocal media central /ə/ y varios diptongos que no hay en italiano, como /aʊ/, /eʊ/ y /aɪ/.
La influencia de /i/, /u/, /Ī/, /Ū/ sobre /æ/, lo convierte en /e/ o /je/.

## Clasificación
El vastese por su localización y características lingüísticas forma parte del grupo de variedades romances denominadas italiano meridional o napolitano y se encuentra dentro del grupo de variedades abruzas.